# Carthew Neal
Carthew Neal (Nova Zelândia, 29 de abril de 1979) é um produtor cinematográfico neozelandês.